# إندر بيرو
إندر بيرو (بالمجرية: Bíró Endre)‏ هو عالم كيمياء حيوية مجري، ولد في 22 أبريل 1919 في بودابست في المجر، وتوفي في 13 يونيو 1988 في Velem ‏ في المجر.